# Just Imagine It
Just Imagine It è il quarto singolo estratto dal secondo album degli MKTO, Bad Girls EP, pubblicato nel 2015.

## Tracce
1. Just Imagine It – 4:10
2. Just Imagine It (Acoustic) – 4:15

## Il brano
Il significato della canzone degli MKTO può essere interpretato come un invito a sognare e immaginare un mondo migliore. Il brano incoraggia l'ascoltatore a liberare la propria immaginazione e a visualizzare un luogo in cui è possibile fuggire dalla realtà e dalle preoccupazioni quotidiane (come mostrano i televisori del videoclip della canzone).
Le parole "Just imagine it" ("Immaginalo solo") sottolineano la potenza della mente e dell'immaginazione nel creare nuove possibilità e trasformare la propria vita. La canzone suggerisce che, anche se la realtà potrebbe essere difficile o limitante, possiamo trovare conforto e ispirazione nell'immaginare un mondo diverso e più felice.
Inoltre, il testo può essere interpretato come un invito a prendersi del tempo per se stessi, per concentrarsi sui propri sogni e desideri, e per trovare la libertà e l'avventura nella propria immaginazione. La canzone esprime la speranza che attraverso la fantasia e la visualizzazione di un futuro migliore, si possa trovare la forza per perseguire i propri obiettivi e realizzare i propri sogni.
In sintesi, "Just Imagine It" invita l'ascoltatore a immaginare un mondo diverso, a coltivare la propria immaginazione e a trovare ispirazione per creare una realtà migliore. È un inno all'empowerment personale e alla forza della mente umana.
Il video musicale della canzone, pubblicato sulla piattaforma YouTube nel 21 aprile 2020, è stato diretto da Joe DeSantis mentre la ballerina è Sam Donohue.

## Formazione
- Tony Oller e Malcolm David Kelley - voci
- Emanuel Kiarokou - basso, chitarra, tastiere, programmatore, compositore, paroliere

## Classifica
| Classifica (2015) | Posizione massima USA |
| ----------------- | --------------------- |
|                   |                       |